# Ulica Hrubieszowska w Chełmie
Ulica Hrubieszowska – jedna z głównych ulic Chełma, wiodąca z centrum miasta w kierunku wschodnim. Swą nazwę zawdzięcza ukierunkowaniem na Hrubieszów.

## Przebieg
Ulica zaczyna swój bieg od ronda znajdującego się przy Państwowej Akademii Nauk Stosowanych, z którego można skręcić w ulicę Lubelską, Pocztową i Wojsławicką, prowadząc w stronę ronda im. por. Henryka Lewczuka ps. „Młot”, gdzie krzyżuje się z aleją Żołnierzy I Armii Wojska Polskiego i ulicą Żwirki i Wigury. Za rondem ulica prowadzi bezpośrednio w kierunku wschodnim, krzyżując się po drodze m.in. z ulicą Wiejską czy Litewską, w późniejszym momencie przechodząc przez las Borek. Ulica kończy swój bieg na granicy administracyjnej miasta, za skrzyżowaniem drogi prowadzącej do Wojsławic. Ulica jest fragmentem drogi wojewódzkiej 844, prowadzącej z Chełma, przez Hrubieszów do Dołhobyczowa.